# Resta in ascolto
Resta In Ascolto – ósmy studyjny album włoskiej piosenkarki Laury Pausini, wydany w dniu 22 października 2004 roku. Album został również wydany w języku hiszpańskim pod nazwą Escucha w dniu 26 listopada 2004.

## Lista utworów

### „Resta In Ascolto”
1. La prospettiva di me – 3:05
2. Vivimi – 3:55
3. Resta in ascolto – 3:29
4. Il tuo nome in maiuscolo – 3:20
5. Benedetta passione – 4:12
6. Come se non fosse stato mai amore – 4:00
7. Così importante – 3:29
8. Parlami – 3:44
9. Dove l'aria è polvere – 3:47
10. Amare veramente – 4:00
11. Mi abbandono a te – 4:43
12. Prendo te – 2:56 (utwór dodatkowy)
13. She (Uguale a lei) – 3.12 (utwór dodatkowy)